# Peter Ludwig Mejdell Sylow
Peter Ludwig Mejdell Sylow (AFI: [ ˈsyːlɔv]) (Oslo, Noruega, 12 de desembre de 1832 - 7 de setembre de 1918) fou un matemàtic noruec famós pels seus treballs en teoria de grups. Els grups de Sylow prenen també el seu nom.

## Biografia
Fill del capità de cavalleria i ministre noruec Thomas Edvard von Westen Sylow (1792 - 1875) i de Magdalena Cecilie Cathrine Mejdell (1806 - 1898), fou el gran de deu germans. Va estudiar ciències naturals a la Universitat d'Oslo i en acabat, en no haver-hi places de professor a la universitat, va exercir de professor de secundària entre els anys 1858 i 1898. Mentrestant però va estudiar funcions el·líptiques i resolubilitat d'equacions algebraiques per radicals. L'any 1861 va obtenir una beca per viatjar a París i Berlín. A París rebé classes de Michel Chasles sobre còniques, de Joseph Liouville sobre mecànica racional i de Duhamel sobre teoria de límits. A Berlín va poder intercanviar opinions amb Leopold Kronecker però no va poder rebre classes amb Karl Weierstrass, que era malalt.
L'any 1862 va substituir breument a Broch a la Universitat d'Oslo, on va poder impartir teoria d'equacions algebraiques, però no va ser fins a la publicació de Théorèmes sur les groupes de substitutions l'any 1872 que va fer-se famós. Allà hi demostrava els tres teoremes de Sylow i, gràcies a aquests resultats, va aconseguir la responsabilitat d'editor a la revista Acta Mathematica, el doctorat honoris causa per la Universitat de Copenhaguen i una càtedra creada per Sophus Lie a la Universitat d'Oslo, que ocupa a partir del 1898.